# Sri Bhagavan
Sri Bhagavan    (nascido Vijay Kumar; Natham, Tamil Nadu, 7 de março de 1949) também conhecido como Kalki Bhagavan, é um guru espiritual indiano e fundador da Oneness University, uma escola espiritual localizada no sul da India.  Seu título de Kalki Bhagavan vem derivado de tradições hindus,sendo Kalki o nome dado à décima encarnação de Vishnu, que retornará montado em seu cavalo branco, brandindo uma espada. Seu título de Bhagavan vem derivado da forma respeitosa a se dirigir a um guia, guru ou professor, de acordo com essas mesmas tradições.  Vijay Kumar proclamou-se como Kalki (a décima reencarnação de Vishnu) em 1989, embora ele já venha a estar reluctante ao usar tal título.